# Списък с дати от османското владичество над българските земи

## Хронология
- 1341 – през юли по нареждане на Йоан Кантакузин, велик доместик и един от императорските регенти, ромейската армия започва да се готви за поход в България, а флотата на Умур бег, владетел на тюркското емирство Айдън е изпратена към устието на р. Дунав. Цар Иван Александър навлиза с войски в Тракия с намерение да действа срещу Кантакузин. Сражението с войските на ромеите при Димотика завършва с поражение за българите.
- 1341 – Сключен е мирен договор между Иван Александър и Кантакузин според който българската страна се оттегля от пряко участие във византийската гражданска война.
- 1342 – през лятото Елена, съпруга на сръбския владетел Стефан Душан и сестра на цар Иван Александър, посещава Търново. Според съвременните историци сръбската кралица успява да убеди своя брат да не се противопоставя на действията на Стефан Душан. Сръбският крал категорично застава на страната на Йоан Кантакузин. В резултат на планомерен натиск той максимално използва византийската гражданска война за да завладее значителни части от Балканския югозапад и да превърне Сърбия в могъща империя.
- 1344 – през септември в битката при Стефаниана са разгромени частите на Стефан Душан в опит да изтласкат турците от Европейска територия;
- 1345 – В битка с турските войски на Умур бег край крепостта Буруград (Перитор) пада Момчил, независимият управител на област Родопи. Йоан Кантакузин включва областта Меропа в своите владения, а Умур бег се оттегля в Мала Азия поради венецианската заплаха, надвиснала над Смирна (Измир), най-голямото пристанище на емирството Айдън.
- 1347 – При атаките срещу черноморските градове Йоан Кантакузин привлича като съюзник Орхан I, владетел на османския бейлик в северозападната част на Мала Азия. Той изпраща своя син Сюлейман заедно с конни отряди, с чиято помощ претендентът за византийския престол превзема черноморските градове без Созопол. По-късно отношенията му с османците са регламентирани с договор, скрепен с брака на императорската дъщеря Теодора с Орхан. През февруари същата година Йоан Кантакузин тържествено влиза в Константинопол и поема властта над империята, а османските му съюзници предприемат постоянни набези за плячка в българските територии. Според свидетелствата на самия Йоан Кантакузин те ежедневно избиват „селяни, жени и пеленачета“ и преминават в Азия с „много пленници от българите“.
- 1349 – Жестока битка около София между 20 000 турски конници под водачеството на Сюлейман – по-голям брат на Мурад I и войските предвождани от княз Иван Асен с много жертви и от двете страни. В битката със смъртта на храбрите загива и Иван Асен.
- 1350 – Вероятната година на антиеретичен църковен събор в българската столица Търново. Съборът, на който присъстват цар Иван Александър, целият висш клир и членовете на болярския съвет, е председателстван от патриарх Теодосий Търновски. Той разобличава възгледите и догмите на богомилите и налага тежки наказания на тези от тях, които не се отричат от своите вярвания. По-късно на преследвания са подложени и последователите адамитите. Същото лято Сюлейман преминава р. Марица със своите отряди и плячкосва българските територии в Тракия.
- 1351 – Византийско пратеничество в Търново с предложение за съюз срещу османските турци. Цар Иван Александър с основание подозира, че грабителските набези на турците са резултат от действията на Йоан Кантакузин. Обвиняван, че насочва своите съюзници към плячкаджийски набези поради невъзможността да им плаща договорените суми, Кантакузин не само прави опит да се оправдае, но се заема с организирането на балканска коалиция срещу тях. Ромейските пратеници предлагат на българския владетел в бъдещия съюз срещу османците той да осигури средствата за създаване на флот, който да затвори пътя им към Тракия. Цар Иван Александър приема идеята, но по-късно не изпълнява обещанието си поради недоверие в предложението на Кантакузин, а вероятно и под влияние на Стефан Душан.
- 1352 – през лятото се провежда сражение при крепостта Димотика между войските на отново воюващите императори Йоан VI Кантакузин и Йоан V Палеолог. На страната на Йоан V Палеолог участват български и сръбски отряди, а на страната на Йоан Кантакузин се бият османските дружини на Сюлейман, които решават изхода на битката в негова полза и нахлуват за плячка в регионите около Филипопол (Пловдив), Диампол (Ямбол) и Айтос. През есента извиканата от Кантакузин в подкрепа на сина му Матей Кантакузин османска войска, командвана от Орхановия син Сюлейман, завзема крепостите Цимпе на полуостров Галиполи (европейския бряг на Дарданелите) – започва османското завоевание на балканските и българските земи. Според самия Кантакузин той предложил откуп от 10 000 перпера, който обаче османците не приемат, тъй като крепостта им дава възможност да създадат постоянен мост за неконтролируемо прехвърляне на дружини от Малоазийското крайбрежие на Балканите.
- 1353 – на 2 март османските турци завладяват голямата крепост Галиполи, охраняваща най-тясната част от протока, който разделя Азия и Европа. Силно земетресение принуждава жителите и охраната на крепостта да излязат извън нейните стени. Сюлейман с неговия отряд, който се оказва наблизо, влиза в крепостта и отказва да я върне на ромеите. Контролът над Дарданелите се оказва в османски ръце. Стабилната и трайна изходна база постепенно превръща османските набези за плячка във война за завладяване на балканските територии.
- 1352 – 1354 – Разширяване на турските владения в Тракия.
- 1355 – В битка с османците край София загива Михаил IV Асен, най-възрастният син на Иван Александър. Героичната смърт на цар Михаил е намерила отглас в народните песни от Софийско, в тях се говори за „Михаил Василич загинал със смъртта на храбрите“.
- 1360 – Втори антиеретичен събор в Търново под председателството на патриарх Теодосий Търновски и в присъствието на цар Иван Александър. Съборът е насочен срещу привържениците на византийския философ Варлаам, който е главният противник на учението на исихастите. Варлаамитите, както се наричат привържениците на Варлаам, са осъдени на отлъчване от църквата и изгонени от пределите на България. Съборът осъжда на смърт и жидовстващите последователи и разпространители на юдаизма. Един от техните водачи е убит от разярената тълпата с камъни. Византийският патриарх Калист изпраща в Търново „Отговор на доклад на търновските монаси“, в който обвинява българската патриаршия в антиканонични действия. Докладът е насочен срещу българския патриарх Теодосий Търновски и е израз на вселенските претенции на Константинополската патриаршия. Българската църква оставя без отговор обвиненията, с което показва своята независимост.
- 1364 – Българо-византийска война за черноморските градове. Император Йоан V Палелог изненадващо превзема Анхиало (Поморие) и обсажда Месемврия (Несебър). Срещу него българският цар изпраща войска, в която са включени и османски наемници. Византийците са принудени да се оттеглят.
- 1365 – Унгарският крал Лайош I Велики на 2 юни 1365 г. превзема Видин. Цар Иван Срацимир и семейството му са затворени като пленници в крепостта Хумник (Босилево, Хърватия). С помощта на францискански монаси унгарците започват да обръщат българите в римокатолическа вяра. Това насилие се превръща в лична драма за около 200 000 българи, т.е. за около една трета от населението на Видинското царство.
- 1366 – Амадей VI Савойски превзема Ахтопол, Созопол, Скифида, Анхиало и Месемврия и на 25 октомври обсажда Варна. Докато трае обсадата, графът започва преговори с цар Иван Александър и деспот Добротица и превзема още две крепости – Емона и Козяк. В резултат на водените преговори Андроник IV Палеолог получава Анхиало, Несебър и Варна, като поема ангажимента да посредничи между българския цар и влашкия войвода Владислав Влайку. Той убеждава влашкия войвода срещу 180 000 флорина, платени от българския цар, да освободи Видин от унгарците. Преговорите постигат успех и през есента на 1369 г. унгарският крал отстъпва, връща града и освобождава Иван Срацимир.

- 1360 – 1372 – Мурад I завладява по-голямата част от Тракия с главните ѝ градове (Адрианопол (1362), Димотика, Филипопол (1364), Боруй (1372) и др.). Мурад I премества османската столица от Бурса в Адрианопол;
- 1371 – от 17 февруари до 4 декември има три царства с множество деспотства в българските земи, отразено хералдически на Констанцкия събор;
- 1371 г. 26 септември. Крал Вълкашин, владетел на Прилепското кралство и неговият брат деспот Углеша, владетел на Сяр, са разбити от османците в битка при Черномен; Беломорието и Македония стават османски владения;
- 1372 – Исай, монах в Света гора, пише своята прочута приписка за времето след поражението на християнската войска при Черномен, „когато живите облажаваха по-рано умрелите“. В нея ясно са изказани двете най-важни негови последици. Първата е, че „турците се пръснаха и полетяха по цялата земя, подобно на птици“, преминавайки към мащабно военно настъпление във всички посоки. Втората е, че „не остана княз или вожд, или наставник някой между людете, нямаше кой да ги избави и спаси. Всички бяха обзети от турски страх“. Балканските владетели не само не реагират на османските действия, но в хаоса на събитията се оказват въвлечени като второстепенни фигуранти в политическите планове на Мурад I.
- 1373 – цар Иван Шишман става васал на турския султан и му дава за жена сестра си Кера Тамара;
- 1377 – на 21 септември цар Иван Шишман връчва дарствена грамота на монасите от Рилския манастир, с която утвърждава границите на манастирските владения и препотвърждава пълната собственост на манастирското братство на двадесет села и техните жители, получена чрез грамоти на неговите предходници – царете Асен и Калиман. Новият момент в тази грамота са предоставените в нея привилегии за търговска дейност на монасите. В документа изрично се казва, че той е издаден в Средец (София), където „людете на манастира“ се срещат с българския владетел. Неговото присъствие в София се свързва с намерението му да укрепи защитата на града поради вече очакван османски удар.
- 1381 – Известия за търговия на роби и робини от българските земи на о. Крит. Покупко-продажбите са регистрирани в нотариалната книга на венецианския нотариус Антонио Брешияно на остров Крит. В нея са вписани имената на робите, техният род, т.е. етническият им произход, и селищата, в които са живели в България. Прави впечатление, че продаваните в Крит роби от „български род“ – мъже и жени, произхождат от селища в различни региони на българските земи – Търново, Воден, Костур, София, Мелник, Прилеп, Варна, Преспа и др. Очевидно робската им съдба, довела ги до о. Крит, се дължи на разорителните набези на османските дружини във всички български области.
- 1382 или 1385 – Обсадена и превзета от османците е важната стратегическа крепост Средец (София) по Виа Милитарис; османците достигат до границите на сръбската държава край река Велика Морава;
- 1387 – Пада Солун, но през 1402 г. е освободен от византийската армия и върнат в пределите на православната Византийска империя. Али Паша превзема Шумен, Мадара, Свищов и Овеч (Провадия). Добруджанският деспот Иванко се признава за васал на султана;
- 1388 – Османците овладяват Силистра и областта, както и някои земи на добружданския деспот Иванко. Иван Срацимир и влашкият войвода Мирчо стават османски васали. През същата година турците убиват Иван Асен V.
- 1389 – Варна е завладяна от османските турци.
- 1389 – на Видовден се разиграва битката на Косово поле, в която са убити султан Мурад I и княз Лазар, а по съвет на княгиня Милица Стефан Лазаревич се признава за османски васал;
- 1390 – Поход на влашкия войвода Мирчо Стари на юг от р. Дунав. Със своята войска той прекосява Добруджа и достига до Карнобат в Тракия. След като разграбва селищата по своя път, бързо се завръща и започва да се титулова „господар на Дръстър и деспот на земите Добротичеви“.

## Васална зависимост
- 1393 – на 17 юли пада Търново, столицата на главното българско царство – Търновското. Част от търновските първенци са избити, други са преселени в Мала Азия, патриарх Евтимий е заточен в Бачковския манастир; Никополската крепост, където се намира Иван Шишман е превзета, той е пленен, лишен от царската титла, но е оставен да управлява никополско. Годината традиционно се приема за край на Търновското царство;
- 1394 – в битката при Карановаса на 10 октомври между Мирчо Стари и Баязид I, в която Мирчо побеждава чрез изненада, предхождана от партизански действия на влашките войски.
- 1395 – битката при Ровине на 17 – 18 май между Мирчо Стари и Баязид I е с неясен краен победител. Мирчо е принуден да се признае за васал на султана, а през май 1395 г. турците поставили протежето си Влад (син на Дан I) на мястото на Мирчо, който избягал в Брашов. Тази неяснота за изхода на битката при Ровине се дължи на изворите („Българска анонимна хроника“, Халкондил, Урудж и т.н.), християните твърдят, че победата е за Мирчо, а османските извори – обратното. Османците ликвидират Добруджанското деспотство, Иван Шишман е съсечен по заповед на султана. Край на Търновското царство;
- 1396 – Битката при Никопол, състояла се на 25 септември 1396 г. е краят на последния голям западноевропейски кръстоносен поход в Средновековието. Поражението на силите изпратени срещу турците от Франция, Англия, Шотландия, Унгария, Свещената Римска империя, Полша, Швейцария, Венеция, Генуа, Влашко, България и ордена на рицарите на Св. Йоан е и последният удар срещу загиващото Второ българско царство, и угасване на една от последните европейски надежди за спасяването на Константинопол от турците. Зимата на същата година с подкрепата на унгарците Мирчо отново навлязъл във Влашко, като този път успял да плени Влад и да си върне престола с помощта на крал Сигизмунд, участвайки в антиосманската коалиция. Въпреки че успява да си върне престола влашкият войвода вероятно е принуден да признае върховенството на османския султан или поне да смекчи антиосманската си политика.
- 1396 – пада Видин, столицата на по-малкото българско царство, Иван Страцимир е отведен в плен и удушен в затвора в Бурса. Годината традиционно се приема за падане на Видинското царство;

## България в състава на Османската империя
- 1399 – татарите разгромили обединените сили на поляци и литовци, Несебърската анонимна хроника дори отнася и покоряването на Варна към 2.II.1399 г. от татарите. От тези събития се възползвал Мирчо, който пленил молдовския владетел Юга войвода и на негово място поставил Александру Добрият.
- 1402 – Битка при Ангора проведена на 28 юли 1402 г. на полето до Ангора (дн. Анкара, Турция). Монголският заевоевател Тимур пленява османския султан Баязид I. Тежкото поражение на турците разтърсват Османската империя, но балканските народи не успяват да се възползват от възможността да премахнат османското владичество в Европа.
- 1404 – антитурската коалиция под командването на императора на Свещената Римска империя и основател на рицарския орден на Дракона Сигизмунд Люксембургски нахлува във видинска област придружаван от български цар (между 1396 и 1422 г.) Константин II Асен, син на цар Иван Срацимир.
- 1408 – Видинският владетел Константин II Асен подпомага Фружин Шишман в битките за отвоюване на Търновско от османците – т.нар. въстание на Константин и Фружин;
- 1411 – Турците отхвърлят влашкия войвода Мирчо Стари и покоряват цяла Добруджа.
- 1413 – Поход на Муса Кесиджия срещу Видин, Константин II Асен е прогонен в Кралство Унгария. Султан Мехмед I побеждава Муса Кесиджия и сключва мирен договор с Константин II и останалите християнски балкански владетели.
- 1417 – Потушаване въстанието на шейх Бедреддин Симави в североизточна България и поход във Влашко на султан Мехмед I. Към годините между 1415 и 1418 г. Мирчо отново приема османския васалитет и окончателно утвърждава политическото присъствие на Влашко в Европейския Югоизток.
- 1422 – Поход на Фируз бей към Влашко през пролетта. Константин II Асен е прогонен окончателно и умира на 17.IX. в Белград. Край на Видинското царство, всички български земи, без дадените на византийците крайбрежни градове южно от Несебър, са под турска власт;
- 1430 – Образуван е османски санджак на земите на Видинското царство. Византийската империя окончателно загубва Солун на 29 март;
- 1439 – Султан Мурад II превзема Смедерево, а деспот Георги бяга в Унгария. В крепостта султанът пленява и ослепява синовете на деспота – Григор/ий/ (Гъргур) и Стефан.
- 1443 – Кръстоносен поход срещу турците на крал Владислав III Ягело и Янош Хуняди. Фружин Шишман участва в битките. Войските успешно достигат южна България, но тежката зима прави войната невъзможна и те се оттеглят.
- 1444 – Втори кръстоносен поход срещу османците на крал Владислав III Ягело и Ян Хуняди. Фружин Шишман отново участва в битките. Войските освобождават цяла Северна България и победоносно достигат Варна, но не печелят битката на 10 ноември. В нея освен Владислав III Ягело вероятно загива и Фружин Шишман.
- 1453 – След два неуспешни щурма на 18.IV. и на 7.V. при третия щурм на 28.V. 80 000-ната османска войска побеждава 7000-те защитници на Константинопол. Града е превзет и разорен от османците. Последният Византийски император Константин XI Драгаш е убит в сражението. След двудневно клане на 30.V. турският султан влиза в Света София и заповядва базиликата да бъде обърната на джамия. Край на Византийската империя. Същата година управляваният от византийците последен непокорен български град Несебър, пада под турска власт;
- 15 век начало на хайдутството- партизанска война срещу завоевателя, продължила до освобождението на България. В 1454 г. Мехмед II пленява Радич, български войвода в София;
- 1454 – Битка при Крушевац. Много турци, включително самия Фриуз бей и няколко от неговите паши са заловени и закарани в двора на моравското деспотство като заложници. Битката позволява на Хунияди и християнските сили да започнат ново настъпление срещу турците, опустошавайки Ниш и Пирот, и изгаряйки Видин. Никола Скобалджич продължава сраженията си срещу османците, действайки в днешна южна Сърбия в района на Лесковац и печели няколко важни битки срещу армиите на султана.
- 1454 – Битка при Лесковац. Огромна османска сила, тръгнала от Македония е пресрещната от Никола Скобалджич и християните побеждават като продължават своите нападения срещу османците и армиите на султана. През месец декември е отпечатан общоевропейския „Призив към християнството за борба срещу турците“.
- 1459 пада Смедеревското деспотство управлявано номинално от член на династията Бранкович;
- 1462 – Влашкият войвода Влад III Дракула нахлува във Видинско и продължавайки похода си до Черноморието, подлага на опустошения цяла Мизия. Над 50 000 турци и българи-мюсюлмани са побити на кол, а много християни са преселени във Влахия.
- 1469 – Мара Бранкович издейства султански ферман за пренасяне мощите на покровителя на народа и пръв български светец Иван Рилски от старопрестолния Търновград в Рилския манастир. Тържествената церемония е описана от Владислав Граматик.
- 1521 – 1522 – на 28 и 29 август 1521 година пада Белградската крепост, а през септември същата година и през следващата 1522 българите от средновековната Белградската област са изселени в Цариград и Източна Тракия;
- 16 – 17 век – различни форми на съпротива: хайдутство, Търновски въстания, Карпошово въстание;
- 1569 – Яков Крайков от София и Йероним Загурович от Катаро издават във Венеция Псалтир с 274 листа, а на следващата година – молитвеник, съдържащ 281 листа. След две години Яков Крайков издава последната си и четвърта книга – „Различни потреби“, която съдръжа 128 листа. На страниците на „Различни потреби“, той помества старобългарска апокрифна литература, което за времето си е смела постъпка.

- 1580 – 1590 – само за 10 години поради притесненията от страна на еничарите, които на тълпи залели селата, и на спахиите, поради тежките данъци и нечуваните зулуми от страна на минаващи войски, положението на населението се влошило. Българите с нетърпение очаквали настъпването на християнските войски като се готвели да изколят всички турци в страната.
- 1598 – Първо Търновско въстание;
- 1601 – излиза първото издание на Царството на славяните написано от бенедектинския монах от хърватски произход Мавро Орбини. Прозиведението има исторически характер, като в него се пресъздава някогашната славна история на южните славяни с оглед организирането им за борба под егидата на папството срещу настъплението на османците към Централна Европа.
- 1643 – докторът по богословско и каноническо право Петър Парчевич се завръща в България като посвещава усилията си за организиране на антитурска коалиция на католическите държави. С тази цел, с благословията на папата, той предприема редица дипломатически мисии в Австрия, Унгария, Полша, Венеция, Влашко, Молдова и дори пасещава Богдан Хмелницки в Украйна. За приноса му в защита на християнството той е удостоен с баронска титла от императора на Свещената римска империя. Умира на 23 юли 1674 година и е погребан в Рим в базиликата Св. Андреа дела Фрате пред параклиса на пратриарха Франциск.
- 1645 – избухването на турско-венецианската война предизвиква оживление на Балканите. Начело на заговора бил влашкият господар Матей Басараба. Изглеждало необходимо да се привлече полският крал Владислав IV, който, поради удържаната от него победа над султан Осман II при Хотин, се ползвал с голяма популярност. За пратеник бил назначен Петър Парчевич, отлично знаещ гръцки, латински, италиански, румънски и арменски езици. Владислав IV приел пратеника много сърдечно. Парчевич се върнал в отечеството си с портрета на краля в пълно въоръжение, с червено кадифено знаме и с много подаръци. Владислав наистина почнал да се готви за война, но предивременната му смърт през 1648 г. осуетила надеждата на българите.
- 1645 – Архиепископ Петър Богдан (Деодат), един от главните заговорници, с мъка удържал прибързаността, с която искали да обявят въстанието. На 18 декември началниците отново се срещнали с Деодат у княз Матей Басараба в Търговище и повторно изпратили Парчевич в Полша, при императора и във Венеция. Българският лъв, пишели те в писмата си, макар и да дреме, но е още жив, и съветвали да не пропуща благоприятното време за съвместно нападение на Портата и за възстановяване на славянските царства. Парчевич навсякъде бил приет съчувствено, особено от венецианците, които и без това поради войната на републиката с Турция се грижили за съставянето на съюза. Но отношенията на европейските държави след 30-годишната война били такива, че съюзът не можал да се осъществи.
- 1665 – много знатни българи, сърби, албанци и гърци съставили тайно съглашение помежду си. Парчевич още веднъж отишъл при император Фердинанд III, а сръбският патриарх Гаврил заминал за Москва. Но и този път делото получило лош обрат. Парчевич останал на Запад и бил възведен в 1656 г. в сан марцианополски архиепископ.
- 1667 – Петър Богдан написва на латински първата „История на България“. До смъртта му обаче през 1674 г. не намира достатъчно средства и творбата не излиза от печат.

- 1673 – вече в преклонна възраст и болен, Парчевич предприел ново пътешествие, за да работи за освобождение на България. Снабден с писма от молдовския княз Стефан Петрашко, от стария чипровски архиепископ Деодот и от други знатни лица, той от името на народите на България, Сърбия, Тракия и Македония заминал за Полша, Виена, Венеция и Рим. Парчевич с юношески ентусиазъм настоявал, западните християни да изпратят на поляците пари и войски, за да преминат Дунав и с възстановяването на България да подкопаят мощта на Портата. Парчевич се смята като най-великия българин на XVII век.
- 1686 – Второ Търновско въстание;
- 1688 – Чипровско въстание;
- 1689 – Карпошово въстание;
- 1716 – 1719 – австро-турската война раздвижва българите католици в Хабсбурската империя. Георги Пеячевич, един от водачите на Чипровското въстание, предлага на австрийския император план за ново българско въоръжено надигане. По това време е вдигнат бунт „на капитаните Георги, Филимон и Димитър“ във Видинско.
- 1737 – избухва въстание в Западна България, когато австрийците превземат Ниш по време на Австро-руската война срещу Османската империя (1735 – 1739). След оттеглянето им обаче въстанието е бързо разгромено, следват обичайните турски жестокости и много българи емигрират вливайки се в християнските армии. Един от полковете в руската войска през тази война е съставен само от българи, сърби и гърци.
- 1741 – Христофор Жефарович издава във Виена „Стематография“, илюстрирана с гравюри на мед и с графики. Съдържа 20 изображения на български и сръбски владетели и светци, както и 56 герба на славянски и други балкански страни, с обяснителни четиристишия под тях – пръв пример за модерна светска българска и сръбска поезия.

## Възраждане
- 1760 – 1762 – Паисий Хилендарски пише „История славянобългарска“ (оригинално заглавие: „Исторїѧ славѣноболгарскаѧ“), първото произведение на българската историография.
- 1768 – 1774 – руските войски преминават река Дунав и водят редица сражения достигайки Шумен. На 20 юли 1774 генерал Суворов нанася тежко поражение на турската армия при с. Козлуджа (днес Суворово). По силата на сключения Кючюк-Кайнарджански мирен договор освен териториални придобивки, Русия си извоюва правото да покровителства православните християни на Балканите. С това Русия се издига до положението на най-важен фактор по отношение на Източния въпрос. Българите участват във войната с доброволчески отряди. За тях войната оставя тежка последица. Именно след нея започва специфичното за османците разбойничество кърджалийството, продължило и в началото на XIX в.
- 1804 – двама богати търговци (Иван Замбин и Атанас Некович) заминават за Санкт Петербург, търсейки срещи с руски високопоставени лица, за да постигнат желаната помощ. Мисията им обаче не се увенчава с успех.
- 1806 – 1812 – По време на руско-турската война (1806 – 1812) руското командване предприема енергични стъпки за привличане на голям брой доброволци от българското население. В южноруските степи преселници българи сформират четири доброволчески отряда. От вътрешността на България свещеници и учители изпращат сведения за броя и местоположението на турските войски. В началото на 1810 руските войски превземат Силистра, Никопол и Русе и се придвижват на юг, достигайки района на Предбалкана. Това довежда до надигане на българите в редица области. В района на Габрово и Казанлък се съсредоточават няколко хиляди въстаници. През есента на 1810 въстаническия отряд спира голяма турска войска в Шипченския проход. През пролетта на 1811 започва формирането на самостоятелна българска военна част в състава на руската армия, известна като Българска земска войска. За кратко време в нея се включват около 2500 души. Българската земска войска участва в редица сражения и спечелва признанието на генерал Кутузов. Военната кампания на руснаците приключва с нахлуването на Наполеон Бонапарт в Русия. Букурещкия мирен договор (1812) не дава нищо на българите и десетки хиляди мирни жители се изтеглят заедно с руската армия.
- 1814 – гръцки патриоти създават тайна организация Филики етерия (Дружество на приятелите), която си поставя за цел вдигането на масово въстание едновременно в Гърция, Сърбия и България. В тайните списъци на заверата се срещат имената на много българи от Търново, Пловдив, Сливен, Котел, Варна, Созопол, Одрин и др.
- 1828 – 1829 – Руско-турската война от 1828 – 1829 е най-успешната до това време. Както при предишната война, българите от вътрешността на страната и емиграцията подпомагат руските войски. Още при навлизането на русите във Влашко Георги Мамарчев сформира доброволчески отряд от 270 души участващ при превземането на Силистра. След превземането на Созопол от руската флота започва Въстанието в Тракия обхванало след влизането в Одрин на ген. Дибич Задбалкански и районите на Лозенград и Люлебургас до Чорлу където българите вдигат масово въстание и отхвърлят турската власт [1]. Одринския мирен договор от 1829 обаче, който носи свобода на Гърция и дава автономия на Сърбия, Влашко и Молдова, отново не споменава нищо за българите. Следва изтегляне на руските войски на север, като заедно с тях напускат родните си места 150 000 българи.
- 19 век – развитие на нацоналната просвета и култура: Петър Берон, Васил Априлов, Неофит Рилски, Найден Геров, Петко Рачов Славейков, братя Миладинови;
- началото на 19 век – Първо въстание в Белградски пашалък в което участието на българите е осезаемо и равностойно, а в Източна Сърбия – по Велика Морава и в Тимошко с изцяло български характер;
- 1835 – 1841 – Въстания в Северозападна България;
- 1835 – Велчова завера;
- 1836 – Манчовата буна;
- 1841 – Нишко въстание;
- 1841, 1842, 1843 – Браилски бунтове;
- 1850 – Видинско въстание;
- 1851 – Габор Егреши издава своя дневник за преживяванията си във Видин и България. Част от дневника: „Неотдавна турски хулиган застреля посред бял ден един български поп. За наказание трябваше да живее две години в друг град. Нищо повече. Често може да се види как турско дете бие с тояга български селянин, без той да смее да се защити. Един българин, жител на град Видин, беше арестуван и осъден на смърт, защото бе започнал да си строи дом с каменна зидария. Обвиниха го, че си строял крепост... Сякаш някакъв зъл магьосник ни е пренесъл от бляскавите зали на Париж в центъра на Африка и то с цяло хилядолетие назад, в първобитното общество... И днес османлиите живеят така, както по времето на Мохамед“.
- 1853 – 1856 – Кримска война(Октомври 1853 – февруари 1856) се развива военен конфликт между Русия от една страна и съюз между Османската империя, Франция, Британската империя, Сардинското кралство и Графството Насау като част от дълъг конфликт между главните Европейски сили за влияние върху териториите на западащата Османска империя. Основната част на конфликта се развива на Кримския полуостров, но военни действия се провеждат и на Балканите, в Кавказ, Балтийско море и Тихия океан. Решаването на българския политически въпрос отново е отложено, но войната изиграва изключителна роля за развитието на българското възрожденско общество.

- 1862 – 1867 – Българските легии в Белград превземат Калемегдан;
- 1856 – Капитан дядо Николово въстание в търновско, Димитракиева буна в северозападна България
- 1860 – 1878 – организирано националноосвободително революционно движение; Георги Раковски основава Тайния централен български комитет, Български легии в Белград, Хаджиставрева буна, Любен Каравелов, Христо Ботев и Васил Левски учредяват Българския революционен централен комитет; Старозагорско въстание и Априлско въстание, организирано и ръководено от Стефан Стамболов, Иларион Драгостинов, Стоян Заимов, Георги Бенковски, Панайот Волов, Тодор Каблешков, Захари Стоянов и други;
- 1870 – 28 февруари – учредяване със султански ферман на Българската екзархия;
- 1871 – в Цариград заседава Първият църковно-народен събор;
- 1872 – 16 февруари – встъпване в длъжност на първия български екзарх Антим I;
- 1876 – Априлско въстание;
- 1877 – 1878 – Руско-турска освободителна война;
- 1878 – 19 февруари (3 март) – Санстефански мирен договор между Русия и Османската империя: възстановена е българската държава като трибутарно княжество;
- 1878 – 1 юли (13 юли) – Берлински договор: отменя Санстефанския договор и разделя България на 3 части. Оставя независимо само Княжество България, създава автономна област Източна Румелия, васална на султана, а Македония, Източна Тракия и Западна Тракия връща на Османската империя.

## Трета българска държава
- 1878 – 1879 – Кресненско-Разложко въстание;
- 1903 – Илинденско-Пребраженското въстание, Солунски атентатори;
- 1908 – 1909 – с Манифест на 22 септември (5 октомври нов стил) 1908 г. в църквата „Св. Четиридесет мъченици“ в старопрестолния град Търново е обявено Независимото Българско царство. Признато е от Великите сили през пролетта на 1909 г.
- 1912 – 1913 – Първа балканска война – съгласно Лондонският мирен договор са освободени от турско земите на запад от линията Мидия-Енос;
- 1913 – Цариградски договор след Междусъюзническата война, предшестван от разорението на българите от Източна Тракия;
- 1915 – Подписана е Българо-турска конвенция, с която Турция прави известни териториални отстъпки на България и така двете страни стават съюзнички в Първата световна война;
- 1920 – Подписан е Севърския договор, с който фактически е ликвидирана Османската империя;
- 1919 – 1922 – Гръцко-турска война, през която фактически се слага начало на Турската република;
- 1923 – С Лозанския договор е призната независимостта на Република Турция;